# Gran Premio motociclistico della Malesia 1997
Il Gran Premio motociclistico della Malesia 1997 è stato il primo Gran Premio dei quindici che hanno composto il motomondiale 1997.
Si svolse il 13 aprile 1997 sul Circuito di Shah Alam; fu l'ultima edizione del Gran Premio motociclistico della Malesia ospitato da questo tracciato, dall'anno successivo la corsa venne trasferita al nuovo circuito di Sepang.
Al termine delle gare si registrarono le vittorie di Mick Doohan su Honda nella classe 500, di Max Biaggi nella classe 250 e di Valentino Rossi nella classe 125.

## Classe 500

### Arrivati al traguardo
| Pos. | Nº | Pilota                   | Squadra                | Motocicletta | Giri | Tempo     | Griglia | Punti |
| ---- | -- | ------------------------ | ---------------------- | ------------ | ---- | --------- | ------- | ----- |
| 1    | 1  | Mick Doohan              | Repsol Honda           | Honda        | 33   | 47:11.545 | 2       | 25    |
| 2    | 2  | Àlex Crivillé            | Repsol Honda           | Honda        | 33   | +11.796   | 4       | 20    |
| 3    | 18 | Nobuatsu Aoki            | Rheos ELF F.C.C. T.S.  | Honda        | 33   | +13.403   | 3       | 16    |
| 4    | 3  | Luca Cadalora            | Yamaha Promotor Racing | Yamaha       | 33   | +22.231   | 5       | 13    |
| 5    | 24 | Takuma Aoki              | Repsol Honda           | Honda        | 33   | +22.609   | 6       | 11    |
| 6    | 8  | Carlos Checa             | MoviStar Honda Pons    | Honda        | 33   | +34.515   | 8       | 10    |
| 7    | 9  | Alberto Puig             | MoviStar Honda Pons    | Honda        | 33   | +34.868   | 9       | 9     |
| 8    | 5  | Norifumi Abe             | Yamaha Team Rainey     | Yamaha       | 33   | +34.908   | 10      | 8     |
| 9    | 20 | Sete Gibernau            | Yamaha Team Rainey     | Yamaha       | 33   | +43.133   | 14      | 7     |
| 10   | 7  | Tadayuki Okada           | Repsol Honda           | Honda        | 33   | +43.853   | 1       | 6     |
| 11   | 4  | Alex Barros              | Honda Gresini          | Honda        | 33   | +44.178   | 7       | 5     |
| 12   | 55 | Régis Laconi             | Tecmas Honda Elf       | Honda        | 33   | +54.819   | 13      | 4     |
| 13   | 11 | Troy Corser              | Yamaha Promotor Racing | Yamaha       | 33   | +55.433   | 11      | 3     |
| 14   | 14 | Juan Borja               | Elf 500 Roc            | ELF 500      | 33   | +56.163   | 16      | 2     |
| 15   | 21 | Jurgen van den Goorbergh | Millar MQP             | Honda        | 33   | +1:11.991 | 15      | 1     |
| 16   | 17 | Lucio Pedercini          | Team Pedercini         | ROC Yamaha   | 32   | +1 giro   | 20      |       |
| 17   | 25 | Laurent Naveau           | Millet Racing          | ROC Yamaha   | 32   | +1 giro   | 25      |       |

### Ritirati
| Nº | Pilota              | Squadra                 | Motocicletta | Giri | Griglia |
| -- | ------------------- | ----------------------- | ------------ | ---- | ------- |
| 22 | Kirk McCarthy       | World Champ Motorsports | ROC Yamaha   | 18   | 22      |
| 39 | Alessandro Gramigni | IP Aprilia Racing       | Aprilia      | 11   | 18      |
| 10 | Kenny Roberts Jr    | Marlboro Team Roberts   | Modenas KR3  | 11   | 19      |
| 6  | Daryl Beattie       | Lucky Strike Suzuki     | Suzuki       | 7    | 12      |
| 15 | Frédéric Protat     | Soverex FP Racing       | ROC Yamaha   | 5    | 21      |
| 16 | Jürgen Fuchs        | Elf 500 Roc             | ELF 500      | 4    | 23      |
| 12 | Jean-Michel Bayle   | Marlboro Team Roberts   | Modenas KR3  | 2    | 17      |

### Non partito
| Nº | Pilota         | Moto   | Griglia |
| -- | -------------- | ------ | ------- |
| 23 | Anthony Gobert | Suzuki | 24      |

## Classe 250

### Arrivati al traguardo
| Pos | Nº | Pilota               | Squadra                      | Motocicletta | Giri | Tempo     | Griglia | Punti |
| --- | -- | -------------------- | ---------------------------- | ------------ | ---- | --------- | ------- | ----- |
| 1   | 1  | Max Biaggi           | Marlboro Team Kanemoto Honda | Honda        | 31   | 45:29.692 | 1       | 25    |
| 2   | 31 | Tetsuya Harada       | Aprilia Racing               | Aprilia      | 31   | +13.870   | 2       | 20    |
| 3   | 19 | Olivier Jacque       | Chesterfield Elf Tech 3      | Honda        | 31   | +31.334   | 4       | 16    |
| 4   | 2  | Ralf Waldmann        | Marlboro Honda               | Honda        | 31   | +34.599   | 7       | 13    |
| 5   | 7  | Haruchika Aoki       | Matteoni Racing              | Honda        | 31   | +34.757   | 10      | 11    |
| 6   | 5  | Tōru Ukawa           | Benetton Honda               | Honda        | 31   | +1:03.598 | 3       | 10    |
| 7   | 26 | Emilio Alzamora      | Fortuna Honda                | Honda        | 30   | +1 giro   | 11      | 9     |
| 8   | 8  | Cristiano Migliorati | Team Axo Inoxmacel           | Honda        | 30   | +1 giro   | 12      | 8     |
| 9   | 11 | Jeremy McWilliams    | Qub Team Optimum             | Honda        | 30   | +1 giro   | 17      | 7     |
| 10  | 25 | Oliver Petrucciani   | Mohag Aprilia Racing         | Aprilia      | 30   | +1 giro   | 20      | 6     |
| 11  | 18 | Osamu Miyazaki       | Edo Racing                   | Yamaha       | 30   | +1 giro   | 18      | 5     |
| 12  | 28 | Eustaquio Gavira     | Scuderia Mobil 1 AGV         | Aprilia      | 30   | +1 giro   | 23      | 4     |
| 13  | 21 | Franco Battaini      | Edo Racing                   | Yamaha       | 30   | +1 giro   | 21      | 3     |
| 14  | 20 | Noriyasu Numata      | Arie Molenaar Racing         | Suzuki       | 30   | +1 giro   | 8       | 2     |
| 15  | 10 | Luca Boscoscuro      | Dee Cee Racing               | Honda        | 30   | +1 giro   | 19      | 1     |

### Ritirati
| Nº | Pilota            | Squadra                 | Motocicletta | Giri | Griglia |
| -- | ----------------- | ----------------------- | ------------ | ---- | ------- |
| 27 | Sebastián Porto   | PR2 YPF - Esco          | Aprilia      | 25   | 13      |
| 65 | Loris Capirossi   | Aprilia Racing          | Aprilia      | 16   | 5       |
| 14 | Jamie Robinson    | Arie Molenaar Racing    | Suzuki       | 14   | 15      |
| 16 | William Costes    | Chesterfield Elf Tech 3 | Honda        | 10   | 22      |
| 29 | Idalio Gavira     | Scuderia Mobil 1 AGV    | Aprilia      | 8    | 24      |
| 6  | Luis d'Antín      | S.S.P. Competicion      | Yamaha       | 8    | 14      |
| 12 | Takeshi Tsujimura | F.C.C. Technical Sports | TSR-Honda    | 8    | 6       |
| 15 | Stefano Perugini  | Nastro Azzurro Aprilia  | Aprilia      | 3    | 9       |
| 17 | José Luis Cardoso | S.S.P. Competicion      | Yamaha       | 3    | 16      |
| 22 | Kurtis Roberts    | Team PJ1 Oils           | Aprilia      | 0    | 25      |

## Classe 125

### Arrivati al traguardo
| Pos | Nº | Pilota             | Squadra                | Motocicletta | Giri | Tempo     | Griglia | Punti |
| --- | -- | ------------------ | ---------------------- | ------------ | ---- | --------- | ------- | ----- |
| 1   | 46 | Valentino Rossi    | Nastro Azzurro Aprilia | Aprilia      | 29   | 48:09.930 | 1       | 25    |
| 2   | 8  | Kazuto Sakata      | UGT 3000               | Aprilia      | 29   | +0.994    | 10      | 20    |
| 3   | 7  | Noboru Ueda        | Team Pileri            | Honda        | 29   | +32.198   | 6       | 16    |
| 4   | 32 | Mirko Giansanti    | Matteoni Racing        | Honda        | 29   | +36.833   | 14      | 13    |
| 5   | 2  | Masaki Tokudome    | Docshop Racing         | Aprilia      | 29   | +37.502   | 2       | 11    |
| 6   | 5  | Jorge Martínez     | Airtel-Aspar           | Aprilia      | 29   | +45.922   | 4       | 10    |
| 7   | 3  | Tomomi Manako      | UGT 3000               | Honda        | 29   | +46.358   | 7       | 9     |
| 8   | 62 | Yoshiaki Katō      | Semprucci Biesse       | Yamaha       | 29   | +46.906   | 5       | 8     |
| 9   | 19 | Frédéric Petit     | Team RMS               | Honda        | 29   | +58.730   | 9       | 7     |
| 10  | 10 | Lucio Cecchinello  | Spidi Honda LCR        | Honda        | 29   | +59.617   | 12      | 6     |
| 11  | 39 | Jaroslav Huleš     | L.B. Racing            | Honda        | 29   | +1:04.866 | 19      | 5     |
| 12  | 20 | Masao Azuma        | L.B. Racing            | Honda        | 29   | +1:17.538 | 17      | 4     |
| 13  | 26 | Ivan Goi           | Scuderia Alfa Bieffe   | Aprilia      | 29   | +1:21.966 | 15      | 3     |
| 14  | 12 | Dirk Raudies       | Finsco Racing          | Honda        | 29   | +1:24.784 | 16      | 2     |
| 15  | 25 | Josep Sarda        | Finsco Racing          | Honda        | 29   | +1:31.435 | 21      | 1     |
| 16  | 21 | Gianluigi Scalvini | Team Axo Inoxmacel     | Honda        | 29   | +1:40.017 | 20      |       |
| 17  | 15 | Roberto Locatelli  | Team Axo Inoxmacel     | Honda        | 29   | +1:40.068 | 11      |       |
| 18  | 33 | Manfred Geissler   | UGT 3000               | Honda        | 28   | +1 giro   | 22      |       |
| 19  | 29 | Ángel Nieto Jr     | Airtel-Aspar           | Aprilia      | 28   | +1 giro   | 24      |       |
| 20  | 43 | Chao Chee Hou      | Motosport Promotions   | Yamaha       | 28   | +1 giro   | 28      |       |
| 21  | 22 | Steve Jenkner      | Aprilia - ADAC Sachsen | Aprilia      | 27   | +2 giri   | 26      |       |
| 22  | 24 | Gino Borsoi        | Semprucci Biesse       | Yamaha       | 27   | +2 giri   | 25      |       |

### Ritirati
| Nº | Pilota              | Squadra                   | Motocicletta | Giri | Griglia |
| -- | ------------------- | ------------------------- | ------------ | ---- | ------- |
| 42 | Shahrol Yuzy        | Petronas Sprinta Team TVK | Honda        | 18   | 13      |
| 17 | Enrique Maturana    | Yamaha Kurz               | Yamaha       | 13   | 23      |
| 41 | Yōichi Ui           | Yamaha Kurz               | Yamaha       | 12   | 3       |
| 88 | Peter Öttl          | UGT 3000                  | Aprilia      | 5    | 18      |
| 72 | Garry McCoy         | Scuderia Alfa Bieffe      | Aprilia      | 2    | 8       |
| 45 | Paholayuth Kalachan | Motosport Promotions      | Yamaha       | 0    | 27      |

### Non qualificato
| Nº | Pilota    | Moto  |
| -- | --------- | ----- |
| 44 | Azman Ali | Honda |